# ستيف مكماهون
ستيف مكماهون (بالإنجليزية: Steve McMahon)‏، من مواليد 20 أغسطس 1961، لاعب كرة قدم إنجليزي سابق، ومدرب كرة قدم إنجليزي.
لعب مع منتخب إنجلترا لكرة القدم.

## مسيرته الكروية
لعب ستيف مكماهون خلال مسيرته الاحترافية مع 5 أندية في واحد وعشرون موسمًا وسجل خلالها 48 هدفًا ضمن 508 مباراة. حيث فاز في ثلاثة مواسم بالكأس وفي ثلاثة مواسم بالدوري.
خاض ستيف مكماهون مسيرته مع نادي إيفرتون في موسم 1980–81 واستمر معه طيلة ثلاثة مواسم، مشاركًا في 100 مباراة سجل خلالها 11 هدفًا. ثم انتقل إلى نادي أستون فيلا في موسم 1983–84 واستمر معه طيلة ثلاثة مواسم، حيث شارك في 75 مباراة سجل خلالها 7 أهداف. لينتقل بعدها إلى نادي ليفربول في موسم 1985–86 ليلعب معه سبعة مواسم، مشاركًا في 204 مباراة سجل خلالها 29 هدفًا. ثم انتقل إلى نادي مانشستر سيتي في موسم 1991–92 ليلعب معه أربعة مواسم، مشاركًا في 87 مباراة سجل خلالها هدفًا واحدًا. هذا وانتقل لاحقًا إلى نادي سويندون تاون في موسم 1994–95 ليلعب معه أربعة مواسم، مشاركًا في 42 مباراة ولم يسجل أي هدف.

## روابط خارجية
- ستيف مكماهون على موقع الاتحاد الأوربي (الإنجليزية)
- ستيف مكماهون على موقع قاعدة بيانات كرة القدم.إي يو (الإنجليزية)
- ستيف مكماهون على موقع ناشيونال فوتبول تيمز (الإنجليزية)
- ستيف مكماهون على موقع Soccerbase.com (لاعب) (الإنجليزية)
- ستيف مكماهون على موقع Soccerbase.com (مدرب) (الإنجليزية)
- ستيف مكماهون على موقع عالم كرة القدم.نت (الإنجليزية)